# Yuko Yoneda
Yuko Yoneda (Osaka, 8 de setembro de 1979) é uma ex-nadadora sincronizada japonesa, medalhista olímpica por cinco oportunidades.

## Carreira
Yuko Yoneda representou seu país nos Jogos Olímpicos de 2000, ganhando a medalha de prata por equipes em Sydney 2000. 